# Bộ Giác (角)
Bộ Giác, bộ thứ 148 có nghĩa là "góc" hoặc "sừng" là 1 trong 20 bộ có 7 nét trong số 214 bộ thủ Khang Hy.
Trong Từ điển Khang Hy có 158 chữ (trong số hơn 40.000) được tìm thấy chứa bộ này.

## Tự hình Bộ Giác (角)

Giáp cốt văn
Kim văn
Đại triện
Tiểu triện

## Chữ thuộc Bộ Giác (角)
| Số nét bổ sung | Chữ                                  |
| -------------- | ------------------------------------ |
| 0              | 角/giác/                             |
| 2              | 觓/cầu/ 觔/cân/                      |
| 4              | 觕/thô/ 觖/quyết/ 觗 觘 觙/cô/       |
| 5              | 觚/cô/ 觛 觜/chủy/ 觝/để/ 觞/thương/ |
| 6              | 觟 觠 觡 觢 解 觤 觥 触 觧           |
| 7              | 觨 觩/cầu/ 觪 觫/tốc/                |
| 8              | 觬 觭/cơ/ 觮/giác/ 觯/chí/           |
| 9              | 觰/xa/ 觱/tất/                       |
| 10             | 觲 觳/giác/                          |
| 11             | 觴/thương/                           |
| 12             | 觵/quang/ 觶/chí/                    |
| 13             | 觷/hạc/ 觸/xúc/ 觹/huề/              |
| 14             | 觺/nghi/                             |
| 15             | 觻/lộc/ 觼/quyết/                    |
| 16             | 觽/huề/ 觾/yến/                      |
| 18             | 觿/huề/                              |